# مجزرة خان يونس (25 ديسمبر 2023)
مجزرة خان يونس (25 ديسمبر 2023) هي مجزرةٌ ارتكبها سلاح الجوّ الإسرائيلي حينما أغارَ على منازل المدنيين في كافة أرجاء مدينة خان يونس ، حيثُ عمل سلاح الجو الإسرائيلي على قصف الشوارع وكافة المنازل الموجودة في وسط خان يونس والمكتظة بالنازحين الذين نزحوا من شمال القطاع. هذه المجزرة من ضمن عدة مجازر وقعت خلال عملية طوفان الأقصى. تسبّبت هذه المجزرة الإسرائيليّة والتي استهدفت منطقة حيوية في استشهاد ما يزيد عن 31 شخصاً.

## خلفية الحدث
في ساعاتِ الصباح الأولى من يوم السابع من أكتوبر 2023 أطلقت حركة المقاومة الإسلامية حماس عبر ذراعها العسكري كتائب الشهيد عز الدين القسام عملية طوفان الأقصى وذلك ردًا على الاعتداءات الإسرائيلية وتدنيس الأقصى والاستمرار في الاستيطان، كما أكّد على ذلك محمد الضيف القائد العام للقسّام والذي أعطى إشارة انطلاق العمليّة التي شهدت اقتحامًا من المقاومين لمستوطنات غلاف غزة ونجحوا في قتلِ عدد كبيرٍ من الجنود الإسرائيلين، وأسر عشرات آخرين كما استطاعوا خلال ساعات قطع عشرات الكيلومترات ووصلوا لمستوطنات أبعد من تلك المحيطة والقريبة من قطاع غزة.
الرد الإسرائيلي على هذه العمليّة جاء من خلال شنّ سلاح الجو الإسرائيلي عشرات الغارات العشوائيّة على القطاع متسبّبة في مقتل آلاف المدنيين وتدمير البنية التحتية لمدن القطاع، ليصل حد فرض إغلاق شامل وقطع متعمد لكل الخدمات من ماء وكهرباء وغاز، وهو ما هدَّد حياة أكثر من مليونَي فلسطيني يعيشُ داخل القطاع الذي يُعاني أصلًا من تبعات الحصار الخانق عليهم منذ ستة عشر عاماً.
وفي مساء يوم 27 أكتوبر/تشرين الأول، أعلن جيش الاحتلال الإسرائيلي بدء الهجوم بري على قطاع غزة من خلال بدء التوغل في بلدة بيت حانون ومخيم البريج. حدث الهجوم وسط سلسلة من الغارات الجوية الإسرائيلية واسعة النطاق التي أدت إلى قطع الاتصالات المتنقلة والوصول إلى الإنترنت في غزة.
وبتاريخ 24 نوفمبر 2023 تم وقف إطلاق النار بين المقاومة الفلسطينية وإسرائيل، وهو وقف إطلاق نار مؤقت جرى في الحرب الدائرة بين فصائل المقاومة الفلسطينية في غزة وإسرائيل. وبتاريخ 2 ديسمبر انتهت الهدنة، وخلال ساعات إنتهاء الهدنة الأولى قام سلاح الطيران الإسرائيلي بشن هجمات صاروخية مكثفة على كافة أنحاء القطاع مع التركيز على المنطقة الجنوبية لقطاع غزة.

## الضحايا
1. إياد رياض توفيق العاصي
2. ايناس محمد احمد اسماعيل
3. رامي احمد اسماعيل
4. احمد رامي احمد اسماعيل
5. محمد احمد اسماعيل
6. حامد احمد حسن اسماعيل
7. محمد رامي أحمد اسماعيل
8. سعاد إسماعيل أحمد
9. معاذ شحدة ابو موسى
10. اسراء يونس عبد المجيد الأسطل
11. هداية حسن موسى سالم
12. .سوار احمد رياض ابو زرقة
13. احمد رياض ابو زرقة
14. عمر محمد رفعت البطة
15. أحمد محمود حسن شاهين
16. ألاء محمد صبحي النجار
17. ابراهيم جودت خميس النجار
18. أسامة جودت خميس النجار
19. عبد الرحمن جودت خميس النجار
20. تيسير احمد رياض ابو زرقة
21. محمد احمد رياض أبو زرقة
22. أفنان رياض حسين أبو زرقة
23. علاء يوسف خالد قزعاط
24. أسامة يوسف خالد قزعاط
25. رندة يوسف خالد قزعاط
26. عبد الله فايز محمد أبو توهة
27. نبيلة عبد اللطيف خليل الداية
28. رجاء مصعب محمد العتال
29. رفيف مصعب محمد العتال
30. سمير عبد الله علوان
31. آية خاتم الهباش